# 6月29日 (旧暦)
旧暦6月29日は旧暦6月の29日目である。年によっては6月の最終日となる。六曜は仏滅である。

## できごと
- 明治元年（グレゴリオ暦1868年8月17日） - 明治政府が江戸幕府の昌平坂学問所を昌平学校として復興。
- 明治2年（グレゴリオ暦1869年8月6日） - 東京・九段坂上に戊辰戦争以来の戦死者を祀る招魂社を造営。後に靖国神社に改称。

## 誕生日
- 天明5年（グレゴリオ暦1785年8月3日） - 鷹見泉石、蘭学者（+ 1858年）
- 慶応元年（グレゴリオ暦1865年8月20日） - 泉重千代、異論はあるが世界最高齢者とされていた人物（+ 1986年）
- 慶応2年（グレゴリオ暦1866年8月9日） - 黒田清輝、洋画家（+ 1924年）

## 忌日
- 享和元年（グレゴリオ暦1801年8月8日） - 細井平洲、儒学者（* 1728年）
- 天保12年（グレゴリオ暦1841年8月15日） - 松浦静山、大名、肥前平戸藩第9代藩主（* 1760年）